# Mónos-patak
A Mónos-patak Mónosbéltől keleti irányban, a Bükk-vidéken ered mintegy 350 méteres tengerszint feletti magasságban.
Az 1960-as évekre a patak vízenergiáját korábban hasznosító 9-10 házi vízimalom, kendertörő és daráló megszűntek.>

## Part menti település
A patak partján elhelyezkedő Mónosbél településen több, mint 350 fő lakik.